# Wilhelm Nigrinus
Wilhelm Nigrinus (auch: Schwartze; (lateinisch Nigrinus) * 28. Mai 1588 in Kaaden; † 23. September 1638 in Wittenberg) war ein lutherischer Theologe und Philosoph aus Böhmen und Rektor der Universität Wittenberg.

## Leben
Nigrinus war der Sohn des Bürgers Sebastian Schwartze († 1613) und dessen Frau Barbara, einer Tochter des aus Schöneck stammenden Bürgers und Ratsherrn in der böhmischen Stadt Brüx. Er hatte er bis zu seinem neunten Lebensjahr Privatlehrer. In der Folge besuchte er Schulen in Annaberg, Schlackenwerth, Zwickau, Saltz und Schlaggenwald. Zusammen mit seinem Bruder Martin bezog er am 21. Juni 1606 die Universität Wittenberg. Bartholomäus Nigrinus, Pastor in Breslau und Danzig, war möglicherweise ein weiterer Verwandter.
In Wittenberg studierte er sieben Jahre, zog sich nach dem Tod seines Vaters in seinen Heimatort zurück, wo er seinen Traktat De legis impletione verfasste, welcher 1617 gedruckt wurde. Nebenbei war er Lehrer in Brunnersdorf, erhielt 1616 eine Stelle als Rektor am Deutschen Pädagogium in Prag und wäre 1619 gern von dort weggegangen, um an einer lutherischen Hochschule zu lehren. Die Widrigkeiten des Dreißigjährigen Krieges machten dies jedoch in Böhmen unmöglich. Er musste 1625 als Exulant flüchten und so ging er wieder zurück an seinen ehemaligen Studienort, nach Wittenberg.
Er wurde am 13. Februar 1629 Adjunkt an der philosophischen Fakultät und erwarb am 26. März 1629 den akademischen Grad eines Magisters, wobei er die Prüfung so gut ablegte, dass er am Anfang des folgenden Jahres als Professor der praktischen Philosophie angenommen wurde. Seine Vorlesungen behandelten die Tugendlehre (Aretalogie) und die Glückseligkeitslehre. Als Professor verwaltete er 1633 und 1637 das Dekanat der Artistenfakultät und war in seinem Todesjahr 1638 Rektor. Er bekam am 6. August Fieber, das, von epileptischen Anfällen begleitet, zu seinem Tod führte. Am 27. September 1638 wurde er in der Wittenberger Schlosskirche beigesetzt.

## Familie
Nigrinus heiratete am 1. Februar 1620 in Kaaden Ludmilla Schönhöfer. Aus der elfjährigen Ehe gingen die Töchter Elisabeth Nigrinus und Barbara Nigrinus, die vier Wochen alt wurde, hervor. Seine zweite Ehe ging er in Wittenberg am 24. April 1632 mit Elisabeth Lenz († 1636), der Witwe des Peter Müller, ein. In der Ehe erblickten Johann Wilhelm Nigrinus († jung) und Maria Sybilla Nigrinus, die im Alter von drei Jahren starb, das Licht der Welt. Am 13. Juni 1637 heiratete er in Wittenberg in dritter Ehe Maria Crüger († 21. Dezember 1663 in Wittenberg), die Witwe Georg Hettenbachs (* um 1587 in Wittenberg; † 17. Juni 1634 ebenda). Aus der einjährigen Ehe ging die Tochter Christina Nigrinus hervor.

## Werke
- Tractatus De legis impletione. Raabe, Wittenberg 1617.
- Papisticus scripturae sacrae contemtus, seu religionis pontificiae falsitas et vanitas, ex scripturae sacrae contemtu, quem Romana Ecclesia inducit. Schürer, Wittenberg 1629. (Digitalisat)
- Assertio Loci Cuiusdam e Francisco Feuardentio antehac citati, malaeque fidei a Johan. Andrea Coppensteinio Ord. Praedic. Monacho accusati, in gratiam veritatis suscepta. Schürer, Wittenberg 1629.
- Dissertatio Ethica De Summo Bono. (Resp. Johann Friedrich Martin) Röhner, Wittenberg 1635. (Digitalisat)
- Dissertatio Ethico-Politica De Honoribus Tum In Genere Tum In Specie De Nobilibus Et Academicis. Hake, Wittenberg 1631. (Digitalisat)
- Discursus De Iuramentis. Thamm, Wittenberg 1632. (Digitalisat)
- De Societate coniugali. Wittenberg 1630.
- De familiis in genere.
- De civitate et civibus. (Resp. Andreas Walther) Tham, Wittenberg 1631.
- De principiis actionum humanarum.
- De amicitia. (Resp. Joachim Brockwedel) Röhner, Wittenberg 1637.
- De domo, vico, pago, oppido, urbe et civitate.
- Mit Gottfried Meissner: Disputatio politica de monarchia et monarcha. 1636. (bsb-muenchen-digital.de).